# Porcellio rucneri
Porcellio rucneri är en kräftdjursart som beskrevs av Karl Wilhelm Verhoeff 1967. Porcellio rucneri ingår i släktet Porcellio och familjen Porcellionidae. Inga underarter finns listade i Catalogue of Life.